# Danzaburō-danuki

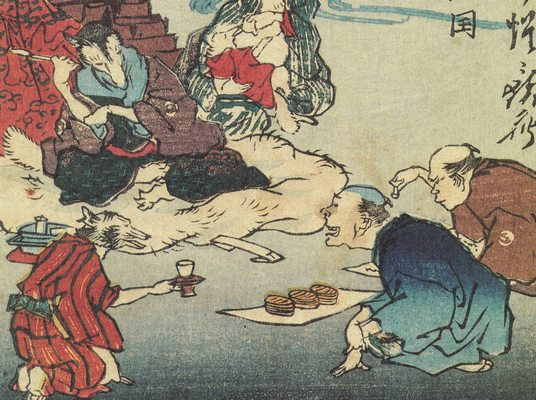
Danzaburō-danuki (in alto a sinistra) presta denaro ai mercanti umani nel dipinto "Danzaburou-danuki della provincia di Sado" di Kawanabe Kyōsai, dal libro "100 Immagini di Kyōsai".

Il Danzaburō-danuki (団三郎狸?) è un bake-danuki tramandato nelle storie di Aikawa-machi (ora città di Sado), distretto di Sado, prefettura di Niigata sull'isola di Sado. A Sado, i tanuki erano chiamati "mujina" (狢?), quindi veniva chiamato anche Danzaburō-mujina (団三郎狢?). Nelle xilografie nishiki-e il suo nome era scritto come Dōsan tanuki (同三狸?). È considerato uno dei tre tanuki più famosi del Giappone, insieme a Shibaemon-tanuki dell'isola Awaji e Tasaburō-tanuki della prefettura di Kagawa.

## Descrizione
Si diceva che Danzaburō fosse il bake-danuki più potente dell'isola di Sado e, secondo alcune leggende, si trasferì sull'isola per sfuggire alle volpi e ai cani che lo inseguivano. La maggior parte delle storie di Danzaburō si concentrano sul suo inganno degli umani con i suoi poteri illusori.
Creava strutture simili a muri per bloccare i percorsi delle persone di notte, ingannava le persone con miraggi e vendeva foglie di alberi facendole sembrare fatte d'oro. Creava anche miraggi per attirare le persone nella sua tana (si dice che sia un buco nel terreno o una cantina), facendola apparire come una splendida tenuta. Se mai si ammalava, Danzaburō si travestiva da umano e visitava dottori umani per le cure.
Oltre a commettere crimini, prestava denaro a persone bisognose, anche se con ogni probabilità i fondi erano stati ottenuti ingannando altre persone. Alcune storie, tuttavia, sostengono che Danzaburō avrebbe effettivamente restituito ciò che aveva rubato. Una storia dalla città di Orito (vicino ad Aikawa) riporta che il tanuki lasciò una cambiale sigillata con il nome della vittima, la somma di denaro presa e la data entro la quale doveva essere restituita. Quando arrivò quel giorno, la vittima scoprì che la cambiale era scomparsa, lasciando al suo posto la somma di denaro che gli doveva. Danzaburō fu in seguito deificato ad Aikawa come Futatsuiwa Daimyoujin (二つ岩大明神?), in cui le persone riposero sinceramente la loro fede.

## Leggende
Essendo un tanuki, Danzaburō detestava i cani, ma soprattutto le volpi. Si dice che il motivo per cui non ci sono kitsune (volpi) sull'isola di Sado è che Danzaburou le scacciò dall'isola, come raccontato in due leggende:
- Durante un viaggio, Danzaburō incontrò una kitsune che gli chiese di di portarla all'isola di Sado. Danzaburō rispose: "Ti ci porterò, ma sarà difficile se hai questo aspetto. Per favore, trasformati in zōri". La kitsune si trasformò quindi in zōri e Danzaburō travestito da monaco, li indossò e salì su una barca per Sado ma, proprio in mezzo all'oceano, si tolse gli zōri e li gettò in mare. Da allora, le kitsune non hanno mai più pensato di provare ad attraversare il mare per Sado[7][12].
- Durante un viaggio, Danzaburō incontrò una kitsune. La kitsune si vantò di essere il miglior mutaforma tra i due, ma Danzaburō disse: "Potrei non essere il miglior mutaforma, ma sono bravo a travestirmi in qualcosa di simile a una processione di daimyō, quindi ti sorprenderò", e scomparve. Poco dopo, arrivò la processione di daimyō. La kitsune saltò sul kago di un daimyō all'interno del corteo e lo schernì: "Sicuramente ti sei travestito bene", e fu immediatamente catturata e uccisa a fil di spada per il crimine di aver causato disturbo alla processione. Il corteo era reale, non era Danzaburō che sapeva in anticipo che il corteo stava per passare[6][7].

Circolano diverse altre storie sugli scherzi di Danzaburō, ma esiste anche una leggenda secondo cui smise di fare scherzi alla gente dopo aver perso un duello contro un uomo per determinare chi fosse il più astuto:
- Danzaburō trovò un giovane contadino e, nel tentativo di ingannarlo, si travestì da giovane donna e finse di non stare bene. Quando il contadino preoccupato lo chiamò, Danzaburō rispose: "Non riesco a muovermi perché ho mal di stomaco". Il contadino cercò di portare la donna a casa, ma ebbe il presentimento che potesse essere Danzaburō e la legò con una corda. Il contadino rispose allo spaventato Danzaburō: "Ti lego così non scivolerai lungo la strada". Danzaburō, percependo il pericolo, lo implorò disperatamente di lasciarlo scendere. Il contadino rifiutò, chiedendo: "Perché vuoi scendere quando non ti senti bene?". Danzaburō rispose: "...Voglio fare pipì", ma il contadino rise e disse: "Mi piacerebbe vedere una bella ragazza come te fare pipì. Fallo sulla mia schiena", e si rifiutò di lasciarlo scendere. Finalmente, arrivarono a casa del contadino. Quando Danzaburō rispose: "Ma questa non è casa mia?" il contadino rispose: "Danzaburō, conosco già la tua vera identità!" e rimproverò duramente Danzaburō, che continuò a scusarsi. Da allora, si dice che Danzaburō non abbia mai più ingannato gli umani[12].

## Probabile origine
Contrariamente a quanto si crede, il tanuki giapponese non era distribuito in tutto l'arcipelago giapponese, ma solo sulle isole di Honshū, Kyūshū e Shikoku. L'animale fu importato in varie isole remote, come l'isola di Sado, in un secondo momento, per creare una popolazione selvaggia da sfruttare nel commercio della sua pelliccia, pelle e ossa per le materie prime presenti sull'isola. Durante l'era Meireki nel 1657, alcune persone tennero i tanuki in cattività come parte di piccoli allevamenti privati con lo scopo di vendere le pelli in cambio dell'oro estratto dalle miniere di Sado.
Danzaburō era il nome di un mercante di Echigo che vendeva cuccioli di tanuki per scopi di riproduzione al fine di ottenere pelli per i mantici utilizzati nelle miniere d'oro di Sado. Oltre all'allevamento, si dice che abbia iniziato a mettere in atto vari progetti per curare e preservare la popolazione di cani procioni presente sull'isola di Sado, tanto che alcuni credevano che fosse un tanuki con poteri di trasformazione. L'uomo finì poi per diventare un luminare, fu oggetto di culto, e il tanuki stesso fu in seguito adorato come un ujigami, una divinità protettrice dell'isola.

## Nella cultura popolare
- Nella serie di videogiochi Animal Crossing, il personaggio Tom Nook sembra essere ispirato a Danzaburō. Tuttavia, non ha poteri magici.
- Danzaburō appare come boss nel videogioco Muramasa Rebirth del 2013. Assume diverse forme durante il combattimento, tra cui un ciclope e una coppia di rokurokubi.
- Danzaburō è stato rilasciato come personaggio giocabile nel gioco Smite[14], annunciato sull'account Twitter ufficiale del gioco il 16 novembre 2020[15].
- Danzaburou-danuki appare come personaggio giocabile in diversi giochi di Kemono Friends[16].
- Mamizou Futatsuiwa, il boss extra di Touhou 13: Ten Desires è basato su Danzaburou-danuki.